# Neuaufnahmen in das UNESCO-Kultur- und -Naturerbe 1987
Im Jahr 1987 fanden die im Folgenden aufgeführten Neuaufnahmen in das UNESCO-Kultur- und -Naturerbe statt.

## Welterbe
Auf seiner elften Sitzung vom 7. bis 11. Dezember 1987 in Paris nahm das Welterbekomitee 41 Stätten aus 20 Ländern neu in die Liste des UNESCO-Welterbes auf, davon 32 Kulturerbestätten (K), sieben Naturerbestätten (N) und zwei gemischte Stätten (K/N).

### Welterbeliste
Folgende Stätten wurden neu in die Welterbeliste eingetragen:
| Vertragsstaat(en)      | Bezeichnung                                                                      | Typ | Ref. | Anmerkungen |
| ---------------------- | -------------------------------------------------------------------------------- | --- | ---- | --- |
| Australien             | Uluṟu-Nationalpark (Lage)                                                        | K/N | 447  | 1993 umbenannt in Uluṟu-Kata-Tjuṯa-Nationalpark |
| Bolivien               | Stadt Potosí (Lage)                                                              | K   | 420  | |
| Brasilien              | Brasília (Lage)                                                                  | K   | 445  | |
| Volksrepublik China    | Berg Taishan (Lage)                                                              | K/N | 437  | |
| Volksrepublik China    | Große Mauer (Lage)                                                               | K   | 438  | |
| Volksrepublik China    | Kaiserpalast der Ming- und Qing-Dynastien (Lage)                                 | K   | 439  | umfasste ursprünglich nur die Verbotene Stadt, 2004 um den Kaiserpalast von Shenyang erweitert zu den Kaiserpalästen der Ming- und Qing-Dynastien in Peking und Shenyang |
| Volksrepublik China    | Höhlen von Mogao (Lage)                                                          | K   | 440  | |
| Volksrepublik China    | Mausoleum des ersten Kaisers Qin (Lage)                                          | K   | 441  | |
| Volksrepublik China    | Fundstätte des Peking-Menschen in Zhoukoudian (Lage)                             | K   | 449  | |
| Deutschland            | Hansestadt Lübeck (Lage)                                                         | K   | 272  | |
| Griechenland           | Archäologische Stätte von Delphi (Lage)                                          | K   | 393  | |
| Griechenland           | Akropolis von Athen (Lage)                                                       | K   | 404  | |
| Indien                 | Monumentensemble in Pattadakal (Lage)                                            | K   | 239  | |
| Indien                 | Höhlen von Elephanta (Lage)                                                      | K   | 244  | |
| Indien                 | Brihadishvara-Tempel in Thanjavur (Lage)                                         | K   | 250  | 2004 erweitert zu den Großen Tempeln der Chola-Dynastie |
| Indien                 | Nationalpark Sundarbans (Lage)                                                   | N   | 452  | |
| Italien                | Venedig und seine Lagune (Lage)                                                  | K   | 394  | Stadt Venedig und die Lagune von Venedig |
| Italien                | Die Piazza del Duomo in Pisa (Lage)                                              | K   | 395  | |
| Kamerun                | Tierreservat Dja (Lage)                                                          | N   | 407  | |
| Kanada                 | Nationalpark Gros Morne (Lage)                                                   | N   | 419  | |
| Marokko                | Ksar von Aït-Ben-Haddou (Lage)                                                   | K   | 444  | |
| Mexiko                 | Sian Ka'an (Lage)                                                                | N   | 410  | |
| Mexiko                 | Präkolumbische Stadt und Nationalpark von Palenque (Lage)                        | K   | 411  | |
| Mexiko                 | Historisches Zentrum von Mexiko-Stadt und Xochimilco (Lage)                      | K   | 412  | Historisches Zentrum von Mexiko-Stadt und Xochimilco |
| Mexiko                 | Präkolumbische Stadt Teotihuacán (Lage)                                          | K   | 414  | |
| Mexiko                 | Historisches Zentrum von Oaxaca und archäologische Stätte von Monte Albán (Lage) | K   | 415  | Historisches Zentrum von Oaxaca de Juárez und archäologische Stätte von Monte Albán                                                                                      |
| Mexiko                 | Historisches Zentrum von Puebla (Lage)                                           | K   | 416  | Historisches Zentrum von Heroica Puebla de Zaragoza |
| Oman                   | Festung Bahla (Lage)                                                             | K   | 433  | |
| Peru                   | Nationalpark Manú (Lage)                                                         | N   | 402  | |
| Spanien                | Kathedrale, Alcázar und Archivo de Indias in Sevilla (Lage)                      | K   | 383  | Kathedrale, Alcázar und Archivo de Indias in Sevilla |
| Tansania               | Nationalpark Kilimandscharo (Lage)                                               | N   | 403  | |
| Türkei                 | Nemrut Dağ (Lage)                                                                | K   | 448  | |
| Ungarn                 | Budapest mit Donau-Ufern und Burgviertel Buda (Lage)                             | K   | 400  | 2002 um die Andrássy-Straße erweitert |
| Ungarn                 | Hollokö (Lage)                                                                   | K   | 401  | 2003 umbenannt in Altes Dorf Hollókő und Umgebung |
| Vereinigtes Königreich | Schloss Blenheim (Lage)                                                          | K   | 425  | |
| Vereinigtes Königreich | Stadt Bath (Lage)                                                                | K   | 428  | |
| Vereinigtes Königreich | Hadrianswall (Lage)                                                              | K   | 430  | 2005 und 2008 erweitert zu den Grenzen des Römischen Reiches |
| Vereinigtes Königreich | Palast und Abtei von Westminster mit Margarethenkirche (Lage)                    | K   | 426  | Palast und Abtei von Westminster mit Margarethenkirche |
| Vereinigte Staaten     | Chaco Culture National Historical Park (Lage)                                    | K   | 353  | 2006 umbenannt in Chaco-Kultur |
| Vereinigte Staaten     | Monticello und Universität von Virginia in Charlottesville (Lage)                | K   | 442  | Monticello und Universität von Virginia in Charlottesville |
| Vereinigte Staaten     | Nationalpark Hawaiʻi Volcanoes (Lage)                                            | N   | 409  | |

Bei folgenden Welterbestätten wurden signifikante Änderungen ihrer Grenzen beschlossen: 
| Vertragsstaat(en) | Bezeichnung                | Typ | Ref. | Anmerkungen                                           |
| ----------------- | -------------------------- | --- | ---- | ----------------------------------------------------- |
| Australien        | Nationalpark Kakadu (Lage) | K/N | 147  | Erweiterung um Gebiete in der Alligator Rivers Region |

Folgende Kandidaturen wurden bis auf Weiteres verschoben, da einige Bedingungen für die Eintragung als Welterbe noch nicht erfüllt waren:
- Cerro Colorado (Argentinien)
- Panda-Reservate (China)
- Freiburger Münster „Unserer Lieben Frau“ (Deutschland)
- Nationalpark Samaria-Schlucht (Griechenland)
- Archäologischer Park von Selinunt (Italien)
- Castel del Monte (Italien)
- Ostia Antica, Portus Romae und Isola Sacra (Italien)
- Kulturzone Pátzcuaro-See (Mexiko)
- Tongariro-Nationalpark (Neuseeland)
- Nekropole von Bat (Oman)
- Altstadt von Salamanca (Spanien)
- Naturschutzgebiet Sinharaja Forest (Sri Lanka)
- Kirchliche Stätten am Lough Erne (Vereinigtes Königreich)
- Nationalpark Lake District (Vereinigtes Königreich)
- New Lanark (Vereinigtes Königreich)
- Pu'uhonua o'Honaunau National Historical Park (Vereinigte Staaten)

Folgende Nominierungen wurden nicht in die Welterbeliste aufgenommen: 
- Jixian – Nationales Naturschutzgebiet des mittleren und späten Proterozoikums (China)
- Hafen von Khor Rori (Oman)
- Sur al-Luwatiya, das historische Zentrum von Matrah (Oman)
- Dalt Vila (Ibiza) (Spanien)